# Annalena Baerbock

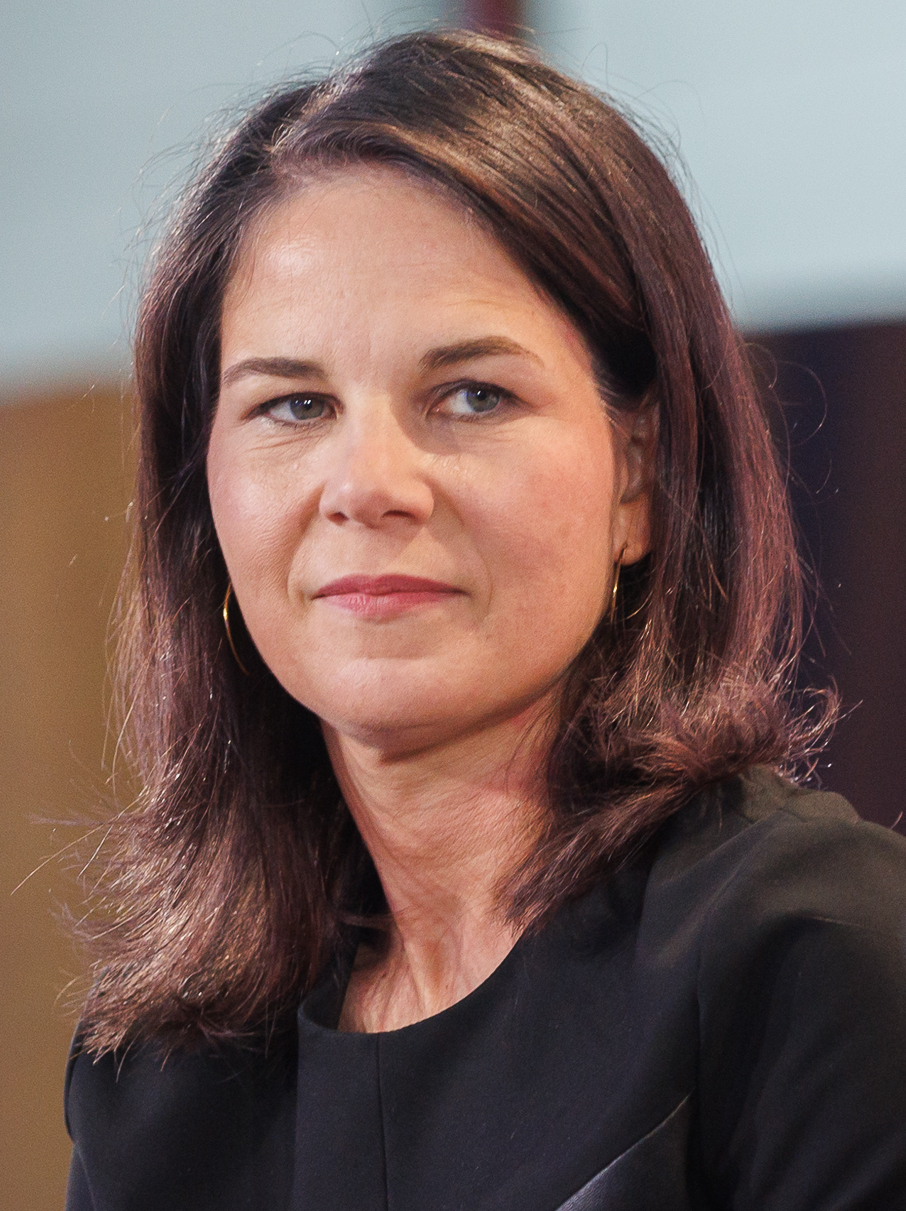
Annalena Baerbock (2024)

Annalena Charlotte Alma Baerbock (* 15. Dezember 1980 in Hannover) ist eine deutsche Politikerin (Bündnis 90/Die Grünen). Von 2021 bis 2025 war sie Bundesministerin des Auswärtigen im Kabinett Scholz, ein Amt, das sie als erste Frau innehatte. Von 2013 bis 2025 war Baerbock Mitglied des Deutschen Bundestages. Bei der Bundestagswahl 2021 trat sie als Kanzlerkandidatin der Grünen an. Von Januar 2018 bis Februar 2022 war sie gemeinsam mit Robert Habeck Bundesvorsitzende ihrer Partei. Zuvor war sie von 2009 bis 2013 Vorsitzende des Landesverbands Bündnis 90/Die Grünen Brandenburg. Am 2. Juni 2025 wurde Baerbock zur Präsidentin für die 80. Sitzungsperiode der Generalversammlung der Vereinten Nationen gewählt; im September 2025 wird sie offiziell in ihr neues Amt eingeführt.

## Leben

### Herkunft und Jugend
Annalena Baerbock wurde 1980 in Hannover als Tochter eines Maschinenbauingenieurs und einer Sozialpädagogin geboren. Ihr Vater war später Manager und Personalvorstand bei der deutschen Niederlassung des US-amerikanischen Automobilzulieferers WABCO. Ihr aus Landsberg an der Warthe stammender Großvater Waldemar Baerbock (1913–2016), den sie in öffentlichen Reden wiederholt erwähnt hat, war ebenfalls Ingenieur und führte im Zweiten Weltkrieg als Kriegsoffizier eine Flakinstandsetzungseinheit an der Ostfront. Ihre Großeltern mütterlicherseits waren 1958 als Aussiedler mit zwei Kindern aus dem oberschlesischen Kandrzin-Cosel (heute Kędzierzyn-Koźle) nach Niedersachsen gekommen.
In ihrer frühen Kindheit lebte Baerbock eine Zeit lang in Nürnberg. 1985 zog ihre Familie nach Pattensen bei Hannover, wo Baerbock mit zwei jüngeren Schwestern und zwei Cousinen in einem Haus im Ortsteil Schulenburg aufwuchs. Ihre Eltern nahmen sie in den 1980er Jahren mit zu Menschenketten gegen das Wettrüsten und zu Anti-Atomkraft-Demos. Im Alter von 16 Jahren absolvierte sie ein Austauschjahr im US-Bundesstaat Florida. Ihre schulische Ausbildung schloss sie im Jahr 2000 mit dem Abitur an der Humboldtschule Hannover ab. In ihrem letzten Schuljahr schrieb sie für das Schülerprojekt ZiSH (Zeitung in der Schule) der Hannoverschen Allgemeinen Zeitung.
Baerbock betrieb während ihrer Kindheit und Jugend Trampolinturnen als Leistungssport. Sie nahm für den TSV Pattensen an Deutschen Meisterschaften teil und gewann dreimal Bronze im Doppel-Mini-Tramp; erstmals 1994 im Nachwuchsbereich, zuletzt 1999 bei den Damen. 1994 war sie Teil der Delegation des Deutschen Turner-Bunds zu den Trampolin-Weltjugendspielen in Portugal. Des Weiteren spielte sie im Alter von 15 bis 18 Jahren Fußball bei den Juniorinnen des TuSpo Jeinsen.

### Studium
Baerbock studierte von 2000 bis 2004 im Diplomstudiengang Politikwissenschaft an der Universität Hamburg und legte dort das Vordiplom ab. Im Nebenfach belegte sie Öffentliches Recht/Europarecht. Anschließend wechselte sie an die London School of Economics and Political Science (LSE) und schloss dort 2005 einen einjährigen Postgraduierten-Studiengang mit einem Master in „Public International Law“ (LLM) mit „besonderer Auszeichnung“ (Distinction) ab. Möglich wurde das Masterstudium ohne ersten Studienabschluss dadurch, dass die LSE ihr Vordiplom mit der Note 1,3 in Verbindung mit zwei Hauptseminarscheinen als inhaltlich gleichwertig mit einem britischen Bachelor einstufte. An der Universität Hamburg gab es damals noch keinen Bachelor-Abschluss.
Während ihres Studiums arbeitete sie von 2000 bis 2003 als freie Mitarbeiterin der Hannoverschen Allgemeinen Zeitung und absolvierte ein Praktikum bei der Europaabgeordneten Elisabeth Schroedter (Bündnis 90/Die Grünen). Nach dem Studium betreute sie von 2005 bis 2006 deren Website, leitete im Jahr 2007 für mehrere Monate deren Büros in Berlin und Potsdam und war danach Ansprechpartnerin im Parlamentsbüro in Brüssel bzw. Straßburg.
2005 war sie zusätzlich als Trainee des British Institute of International and Comparative Law (BIICL) tätig. Anschließend war sie von 2008 bis 2009 Referentin für Außen- und Sicherheitspolitik der Bundestagsfraktion von Bündnis 90/Die Grünen.
Im Jahr 2009 begann Baerbock an der Freien Universität Berlin eine von der Heinrich-Böll-Stiftung geförderte Dissertation zum Thema Naturkatastrophen und humanitäre Hilfe im Völkerrecht. Nach ihrer Wahl als Abgeordnete der Grünen und dem Einzug in den 18. Deutschen Bundestag im Jahr 2013 gab sie an, ihr Promotionsvorhaben sei „in den letzten Zügen“, ruhe jedoch aufgrund ihrer politischen Tätigkeit. Später brach sie das Vorhaben ab; nach eigenen Angaben, um sich auf ihr Mandat konzentrieren zu können.
2011 absolvierte Baerbock das Fellowship-Programm des transatlantischen German Marshall Fund.

## Politische Funktionen

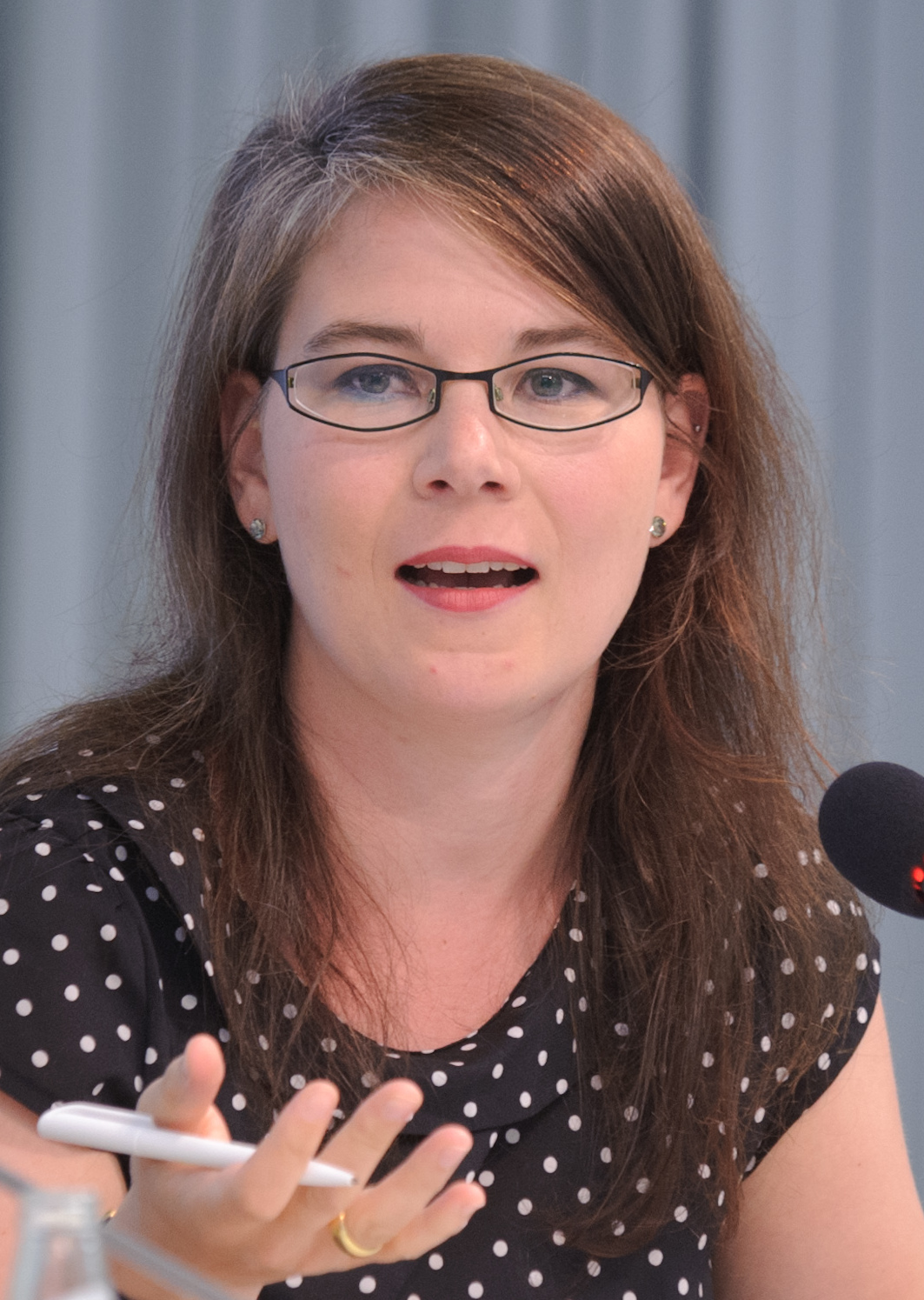
Annalena Baerbock als Landesvorsitzende in Brandenburg (2012)

### Aufstieg in der Grünen Partei
Baerbock trat den Grünen 2005 bei. Von 2008 bis 2013 war sie Sprecherin der Bundesarbeitsgemeinschaft Europa (kurz BAG Europa). Als solche wirkte sie inhaltlich, konzeptionell und strategisch an der Europapolitik ihrer Partei mit.
Im Oktober 2009 wurde Baerbock vom Council der Europäischen Grünen Partei, dem Zusammenschluss grüner Parteien in Europa, zum Mitglied des Parteivorstands (Committee) gewählt, dem sie bis 2012 angehörte. Der Vorstand ist u. a. zuständig für das Tagesgeschäft und die ständige Repräsentation der europäischen Partei.
Ab Oktober 2008 gehörte sie dem Brandenburger Landesvorstand der Partei an. Am 14. November 2009 wählte der Landesparteitag Baerbock neben Benjamin Raschke zur gleichberechtigten Vorsitzenden des Landesverbands Brandenburg; beide wurden am 3. Dezember 2011 wiedergewählt. Nach ihrem Einzug in den Bundestag kandidierte sie im November 2013 entsprechend der Trennung von Parteiamt und Mandat nicht erneut für das Amt.
Von 2012 bis 2015 gehörte Baerbock dem 16-köpfigen Parteirat von Bündnis 90/Die Grünen an. Das Gremium berät u. a. den Bundesvorstand der Grünen und dient als Schnittstelle zwischen dem Bundesverband, den Landesverbänden und Abgeordneten der Partei.

### Mitglied des Bundestages (2013–2025)

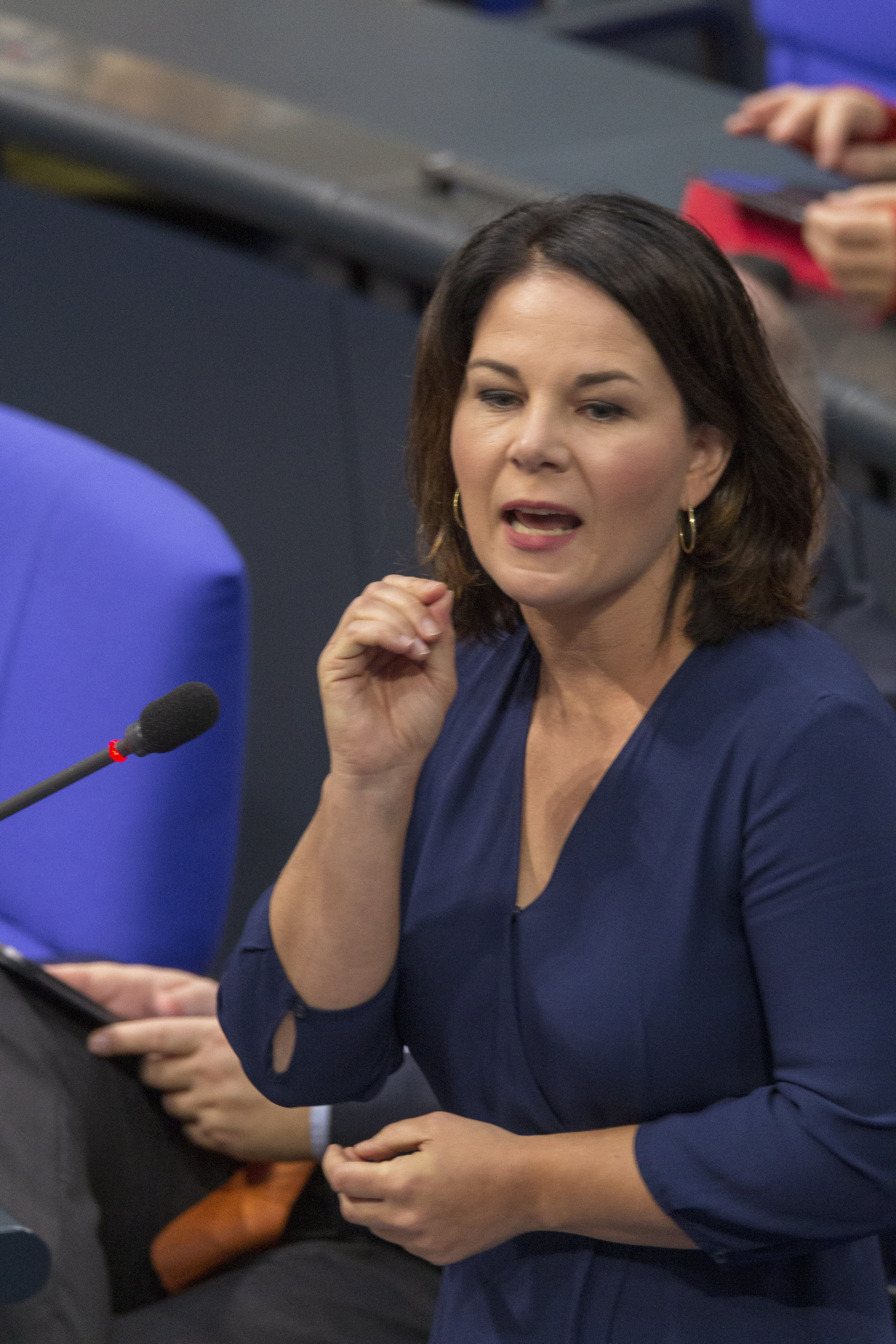
Annalena Baerbock im Bundestag (2020)

Bei der Bundestagswahl 2009 kandidierte Baerbock vergeblich als Direktkandidatin im Bundestagswahlkreis Frankfurt (Oder) – Oder-Spree sowie auf Platz 3 der Landesliste der brandenburgischen Grünen.
Am 26. Januar 2013 wurde Baerbock zur Direktkandidatin für den Bundestagswahlkreis Potsdam – Potsdam-Mittelmark II – Teltow-Fläming II und am 2. März 2013 bei einer Delegiertenkonferenz in Potsdam mit 87,9 % der Stimmen auf Platz 1 der Landesliste von Bündnis 90/Die Grünen Brandenburg gewählt. Sie erhielt bei der Bundestagswahl 2013 7,2 % der Erststimmen und zog über die Landesliste in den 18. Deutschen Bundestag ein.
In ihrer ersten Legislaturperiode im Bundestag (2013–2017) war Baerbock klimapolitische Sprecherin der Bundestagsfraktion von Bündnis 90/Die Grünen und Mitglied des Ausschusses für Wirtschaft und Energie und des Ausschusses für die Angelegenheiten der Europäischen Union sowie stellvertretendes Mitglied im Umweltausschuss und im Ausschuss für Familie, Senioren, Frauen und Jugend. Zudem war Baerbock Mitglied der deutsch-polnischen Parlamentariergruppe und stellvertretende Vorsitzende des Freundeskreises Berlin–Taipeh und stellvertretendes Mitglied der Parlamentarischen Versammlung des Europarates. In der folgenden Legislaturperiode war sie stellvertretendes Mitglied im Ausschuss für Wirtschaft und Energie.
Am 26. November 2016 wurde Baerbock mit 99,0 % auf der Delegiertenkonferenz der Bündnisgrünen in Potsdam zur brandenburgischen Spitzenkandidatin ihrer Partei für die Bundestagswahl 2017 gewählt und am 23. Januar 2017 wieder zur Direktkandidatin in ihrem Wahlkreis. Baerbock erzielte 8,0 % der Erststimmen und zog erneut über die Landesliste in den Bundestag ein.
Bei den Jamaika-Sondierungsgesprächen zwischen CDU, CSU, FDP und den Grünen saß Baerbock 2017 am Verhandlungstisch. In Brandenburg war sie nach der Landtagswahl 2019 an den Verhandlungen für die rot-schwarz-grüne Regierungskoalition beteiligt.
Baerbock ist im Bundestag derzeit Ordentliches Mitglied in den Ausschüssen für die Angelegenheiten der Europäischen Union und für Wirtschaft und Energie sowie stellvertretendes Mitglied im Ausschuss für Umwelt, Naturschutz und nukleare Sicherheit. 
Im März 2025 kündigte Baerbock an, aus privaten Gründen im 21. Deutschen Bundestag keine führende Rolle in der Bundestagsfraktion der Grünen einnehmen zu wollen und sich „erst einmal“ aus der Spitzenpolitik zurückzuziehen. Ende Juni 2025 legte sie ihr Bundestagsmandat nieder. Für sie rückte Andrea Lübcke nach.

### Bundesvorsitzende der Grünen (2018–2022)
Baerbock wurde am 27. Januar 2018 auf einer außerordentlichen Bundesdelegiertenkonferenz in Hannover – zusammen mit Robert Habeck – zur Parteivorsitzenden gewählt. Sie setzte sich gegen Anja Piel vom linken Parteiflügel mit 64,5 % der Stimmen durch. Die „Realo“-Doppelspitze stellt nach Jahrzehnten eines zwischen den beiden Lagern aufgeteilten Parteivorsitzes ein Novum dar. Die Wahl von Habeck und Baerbock wurde daher auch als Anzeichen für das Ende des Flügelsystems betrachtet. Beide streben eine pragmatische Positionierung unabhängig von dieser Flügellogik an. Auf dem Parteitag am 16. November 2019 wurde das Duo für zwei weitere Jahre im Amt bestätigt, Baerbock mit 97,1 %. Im Februar 2022 wurden sie und Robert Habeck von Ricarda Lang und Omid Nouripour in dieser Position abgelöst.

### Kanzlerkandidatin zur Bundestagswahl 2021

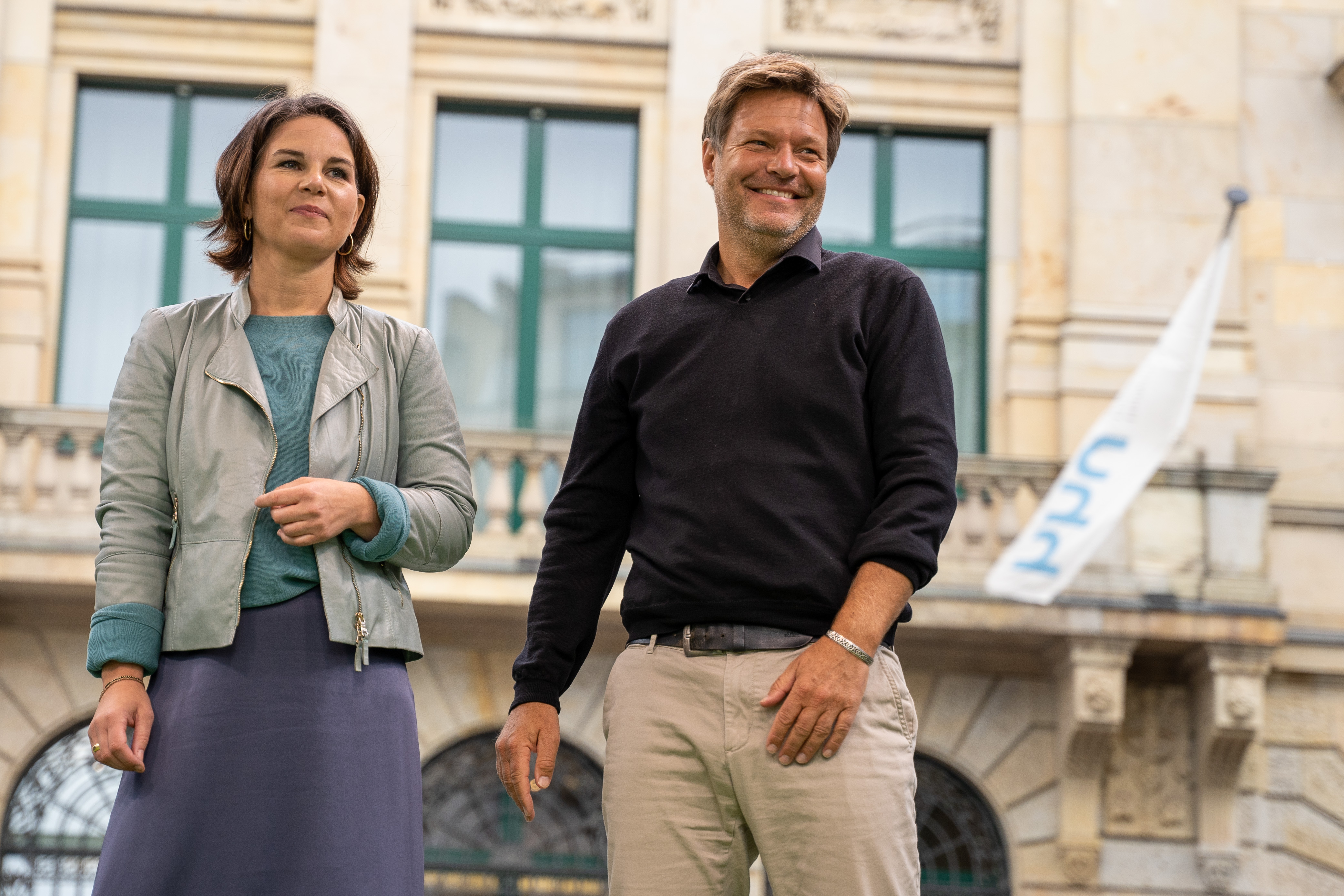
Baerbock und Robert Habeck im Wahlkampf, kurz vor der Bundestagswahl 2021

Am 19. April 2021 verkündeten Annalena Baerbock und Robert Habeck, dass Baerbock vom Bundesvorstand der Grünen als Kanzlerkandidatin für die Bundestagswahl 2021 vorgeschlagen wurde. Dies war das erste Mal, dass die Grünen jemanden für diese Rolle nominierten. Der Parteitag stimmte dem Vorschlag am 12. Juni 2021 mit 98,6 % der abgegebenen Delegiertenstimmen zu. Annalena Baerbock und Robert Habeck bildeten gemeinsam das Spitzenduo für die Bundestagswahl. Ihr Wahlkampf stand unter dem Motto „Bereit, weil ihr es seid“. Baerbock war die zweite Frau nach Angela Merkel, die sich um das höchste Regierungsamt Deutschlands bewarb. Sie war am Wahltag nur wenige Tage älter als 2002 der bislang jüngste Kandidat Guido Westerwelle. Annalena Baerbock hatte zuvor weder der Bundes- noch einer Landesregierung angehört. Die fehlende Regierungserfahrung wurde ihr im Wahlkampf vorgeworfen, aber auch als Chance gesehen.
Am 17. Juni 2021 präsentierte Baerbock ihr Buch Jetzt. Wie wir unser Land erneuern. Darin stellte sie ihre Sicht der Welt sowie ihre politischen Ziele vor, teils mit persönlichen Erfahrungen vermischt.
Baerbock trat im Bundestagswahlkreis 61 gegen den SPD-Kanzlerkandidaten Olaf Scholz sowie die ehemalige FDP-Generalsekretärin Linda Teuteberg um das Direktmandat an. Scholz gewann das Direktmandat mit 34,0 % der Stimmen vor Baerbock mit 18,8 % der Stimmen. Sie zog über den ersten Platz der Brandenburger Landesliste in den 20. Deutschen Bundestag ein, dem sie bis Juni 2025 angehörte.

### Bundesministerin des Auswärtigen (2021–2025)

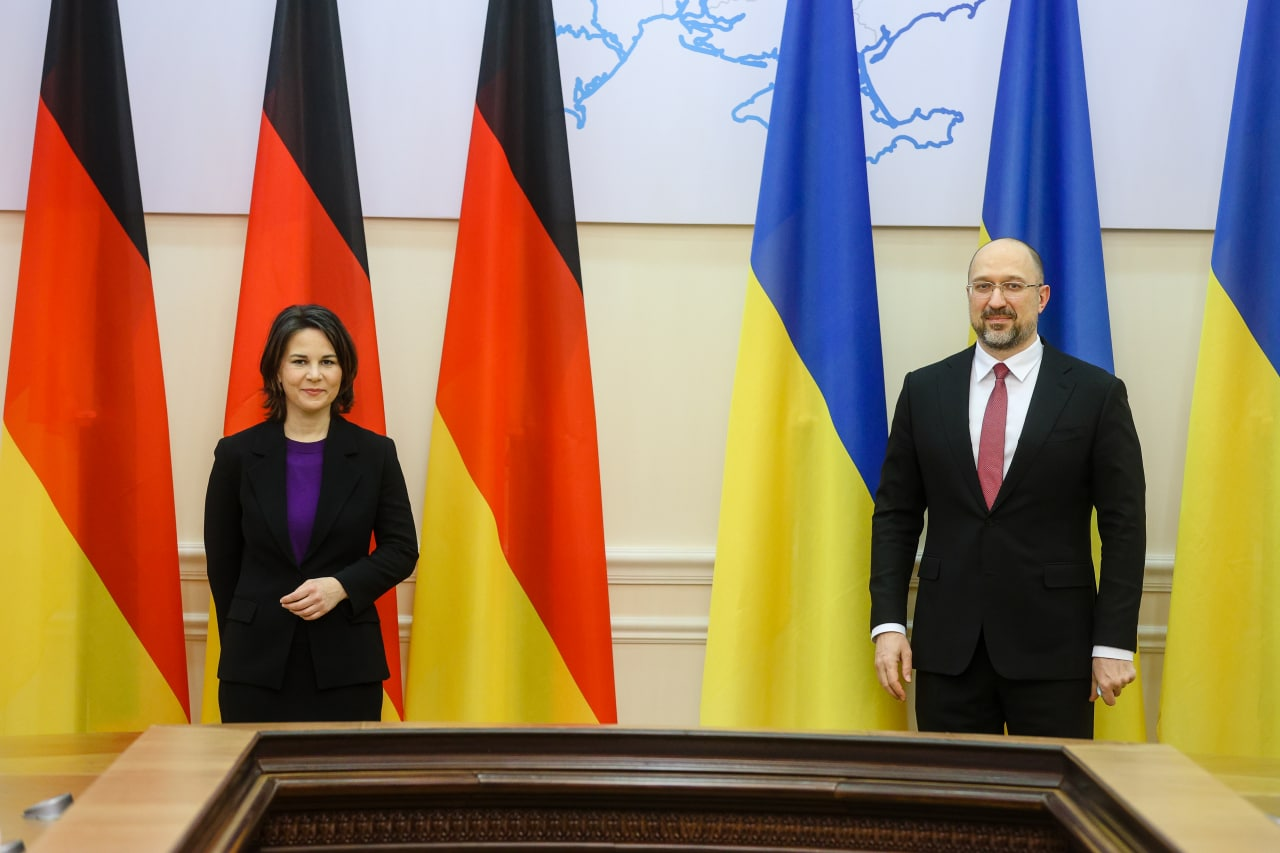
Außenministerin Baerbock und der ukrainische Premier Denys Schmyhal

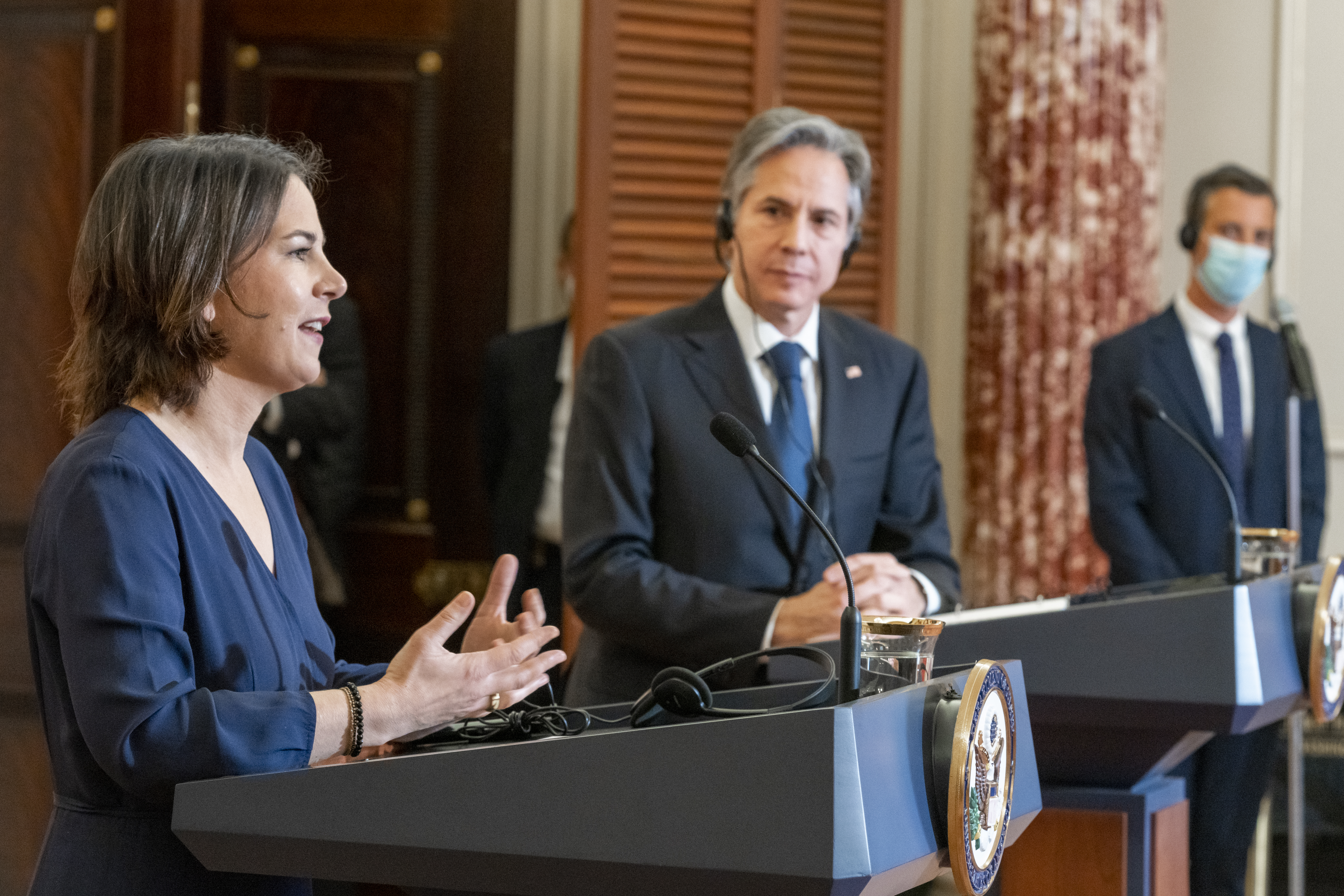
Außenministerin Baerbock und ihr US-amerikanischer Kollege Antony Blinken

Auf Vorschlag von Bundeskanzler Olaf Scholz ernannte Bundespräsident Frank-Walter Steinmeier Baerbock am 8. Dezember 2021 zur Bundesministerin des Auswärtigen im Kabinett Scholz. Vizekanzler wurde der neue Minister für Wirtschaft und Klimaschutz, Robert Habeck.
Bislang unternahm Baerbock in ihrem Amt 110 Auslandsreisen (Stand 22. November 2024). Schwerpunkte bildeten dabei neben Reisen zu EU-Treffen in Brüssel und Besuchen in Frankreich und den USA die Reisen in die Ukraine und nach Israel.
Während des russischen Kriegs gegen die Ukraine seit 2022 reiste Baerbock (Stand November 2024) achtmal in die Ukraine, dazu besuchte sie das Land zweimal kurz vor dem Kriegsbeginn. Im Mai 2022 besuchte sie dabei auch Butscha und Irpin, in denen mutmaßliche Kriegsverbrechen während der russischen Besatzung verübt wurden. Sie befürwortet eine Aufnahme des Landes in die Europäische Union. Bereits während ihres ersten Besuchs in Moskau im Januar 2022 hatte sie im Gespräch mit ihrem russischen Amtskollegen Sergei Lawrow die Notwendigkeit einer diplomatischen Lösung betont. Zudem erklärte sie, dass es schwer sei, „100.000 russische Soldaten an der ukrainischen Grenze nicht als Drohung zu sehen“. Wenige Tage vor Beginn des russischen Überfalls auf die Ukraine war sie noch an der russisch-ukrainischen Kontaktlinie im Donbass; im November 2024 besuchte sie erneut Soldaten an der Front. Auch ihre Rede vor der UN-Generalversammlung am 23. Februar 2024 stand im Zeichen des Ukraine-Kriegs, auf internationalen Gipfeln versuchte sie Allianzen gegen Russland zu schmieden.
Nach dem Terrorangriff der Hamas auf Israel 2023 reiste sie zahlreiche Male in die Region, um Israel die deutsche Solidarität zu versichern, aber gleichzeitig auch zur Deeskalation des Konflikts beizutragen und humanitäre Hilfe für die Menschen in Gaza zu ermöglichen. Die Bundeswehr warf aus der Luft Hilfsgüter über dem Gazastreifen ab.
Da die Klima-Außenpolitik als die laut Baerbock „zentrale Sicherheits-Frage unserer Zeit“ ins Außenministerium geholt worden war, reiste sie im Gegensatz zu ihren Vorgängern zu drei UN-Klimakonferenzen in Scharm-el-Scheich, Dubai und Baku. Sie setzte sich dabei neben ambitionierten Klimaschutzzielen für neue Allianzen zwischen Industrie- und Entwicklungsländern und für die finanzielle Beteiligung der Golfstaaten und Chinas an der internationalen Klimafinanzierung ein.
Im Juli 2024 erklärte Baerbock in einem Interview mit dem US-amerikanischen Fernsehsender CNN ihren Verzicht auf eine erneute Kanzlerkandidatur für die Grünen. Statt in einer Kanzlerkandidatur gebunden zu sein, wolle sie ihre Kraft voll ihrer aktuellen Aufgabe als Außenministerin widmen.

### Gewählte künftige Vorsitzende der UN-Generalversammlung
Am 18. März 2025 wurde die Absicht der Bundesregierung bekannt, Annalena Baerbock als Kandidatin für den Vorsitz der Generalversammlung der Vereinten Nationen in der Sitzungsperiode 2025/26 vorzuschlagen. Sie wurde im Juni 2025 mit 167 Stimmen bei 7 Gegenstimmen und 14 Enthaltungen mit einer geplanten Amtsübernahme am 9. September 2025 gewählt.

## Politische Positionen

### Umweltpolitik
Baerbock forderte einen Kohleausstieg bis zum Jahr 2030 sowie ein Tempolimit von 130 Kilometer pro Stunde und „spätestens ab 2030“ nur noch die Neuzulassung emissionsfreier Autos. Die „Agrarsubventionen sollen sich am Gemeinwohl orientieren, nicht mehr an der Fläche. Bäuerinnen und Bauern sollten mit Klimaschutz Geld verdienen können“, außerdem sollen Tierbestände und Fleischproduktion „sehr deutlich reduziert werden“. Für sie sei „Klimapolitik kein Gegensatz zur Wirtschaft“, und es gehe darum, den „Industriestandort Deutschland ins 21. Jahrhundert zu führen – im Lichte des Pariser Klimaabkommens“. Sie plädiert für die Produktion von klimaneutralem (also ohne Ausstoß von Treibhausgasen wie Kohlendioxid produzierten) europäischen Stahl. Zudem hält sie Klimazölle für denkbar. Innerdeutsche Flüge sollen durch eine Verbesserung des Bahnnetzes „bis 2035 überflüssig werden“. Weiterhin gelte für die Grünen der „Grundsatz der Technologieoffenheit“. In einem Interview mit dem Deutschlandfunk forderte sie den Umbau der deutschen Unternehmen und Produktionsstätten: „Der dritte Bereich ist der Umbau der Industrie und deswegen drücke ich auch so aufs Gas an der Stelle, weil unsere Industrie im absoluten Wettbewerb steht. Es geht jetzt darum, wer produziert zum Beispiel als erstes klimaneutralen Stahl. Das ist essenziell für den Schutz der Arbeitsplätze in Deutschland und in Europa. Wenn wir da nicht vorne mit dabei sind, dann tun es andere. Wir haben schon mal gesehen: Wenn China den europäischen Markt mit Stahl flutet, dann müssen große Werke schließen, und das will ich verhindern.“
Anlässlich des am 29. April 2021 ergangenen Urteils des Bundesverfassungsgerichts zum Klimaschutzgesetz stellte Baerbock für den Fall der Beteiligung ihrer Partei an der künftigen Bundesregierung die Festlegung konkreter Treibhausgas-Sparziele in Aussicht. Auch solle bis zur Mitte der 2020er Jahre die jährliche Ausbauleistung an erneuerbaren Energiequellen gegenüber der bisherigen Quote verdoppelt werden. Den Kohleausstieg in Deutschland will sie früher als bisher vorgesehen abschließen. Der CO2-Preis müsse Investitionen in klimaneutrale Produktionsweisen belohnen; Klimaschädigung dagegen sei zu verteuern. Die Einnahmen sollen an alle als Energiegeld zurückfließen.
Opfer von Extremwetterereignissen, die durch den Klimawandel zunehmen, sollen nach Ansicht von Baerbock über einen staatlichen „Klima-Anpassungsfonds“ entschädigt werden. Außerdem solle es einen „Klima-Vorsorgefonds“ für Kommunen geben, um präventive Maßnahmen gegen etwa drohende Überschwemmungen zu unterstützen.

### Migrationspolitik
Anlässlich des Weltflüchtlingstags am 20. Juni 2019 forderte Baerbock auf dem EU-Gipfel, dass die Staats- und Regierungschefs „endlich ein großzügiges Kontingent für die legale Flucht nach Europa beschließen“ sowie eine gemeinschaftliche Verteilung von Geflüchteten und ein Sofortprogramm zum Aufbau einer europäischen Seenotrettungsmission auf den Weg bringen sollten.
Nach einem Großbrand im griechischen Flüchtlingslager Moria im Jahr 2020 forderte Baerbock, dass Deutschland 5000 schutzbedürftige Menschen aufnehmen solle, die griechischen Lager evakuiert und die Menschen in Sicherheit gebracht werden sollen, und äußerte: „Deutschland muss handeln – nicht erst seit heute, sondern schon seit Jahren“. Außerdem schlug sie vor, Erstaufnahmeeinrichtungen an den EU-Außengrenzen aufzubauen, an denen Flüchtlinge „schnell registriert, einer Sicherheitsprüfung und einem Datenabgleich unterzogen“ werden können, um sie schnellstmöglich in der EU verteilen und dann Asylverfahren einleiten zu können.

### Außenpolitik

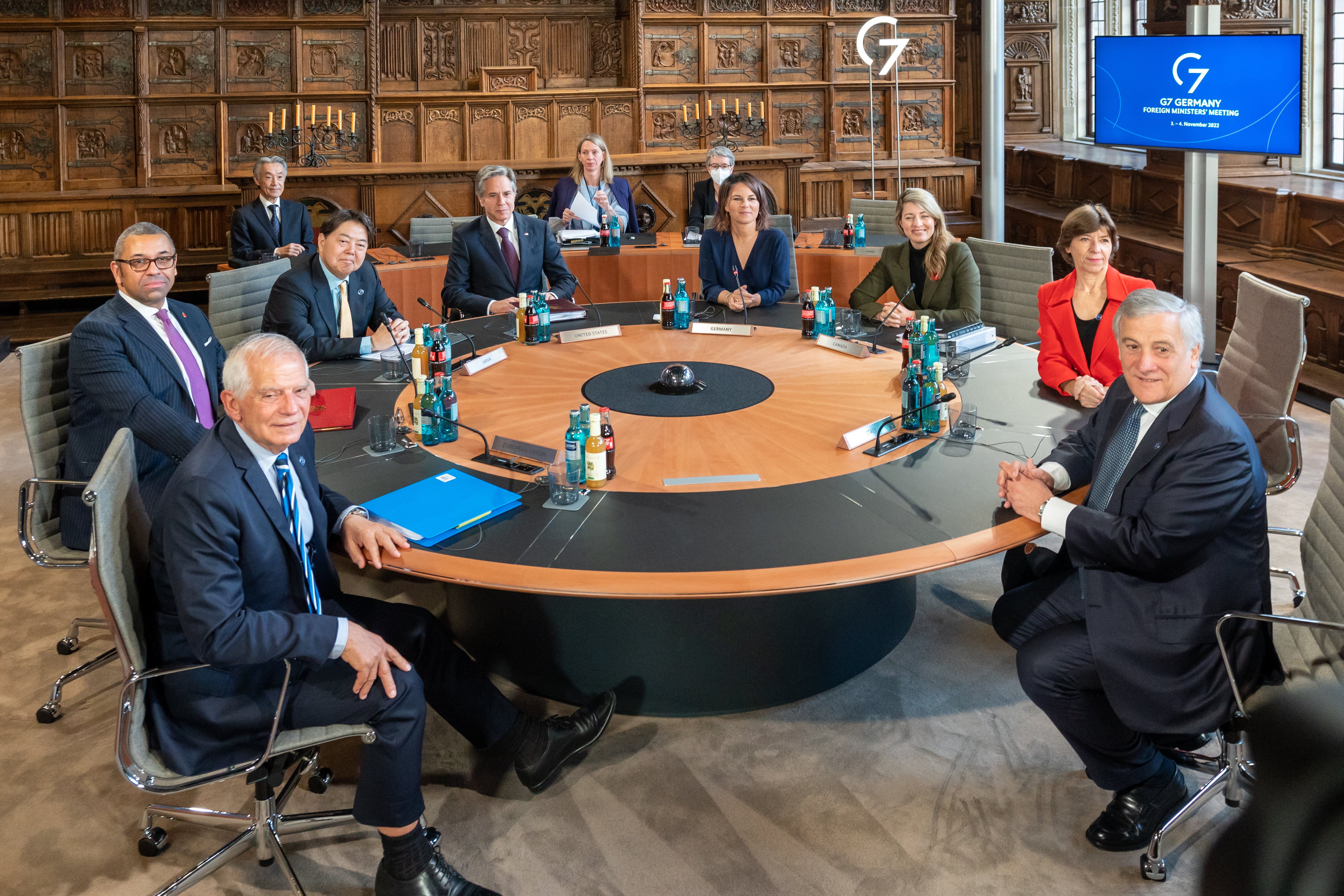
Annalena Baerbock mit den Außenministern der G7 im Friedenssaal des Rathauses Münster, 2022

Baerbock fordert „ein stärkeres gemeinsames europäisches Engagement in der Verteidigungspolitik“. „Europa kreist seit Jahren um sich selbst, die Trump-Administration hat der Welt den Rücken gekehrt. Die Lücke, die entstanden ist, füllen autoritäre Staaten“, sagte sie. Wenn der Westen also Staaten wie China, Russland oder der Türkei nicht das Feld überlassen wolle, müsse Europa seine „Friedensrolle“ in der Welt wieder ernster nehmen. Weiterhin forderte Baerbock im Wahlkampf zur Bundestagswahl 2021 den Abzug der US-Atomwaffen aus Deutschland, verwies zugleich aber auf einen internationalen Rahmen, der auch die Interessen der osteuropäischen Staaten einbeziehen solle. Baerbock vertritt die Idee einer feministischen Außenpolitik, deren Leitlinien sie im Februar 2023 vorstellte. Sie erklärte außerdem mehrmals, eine wertegeleitete Außenpolitik zu vertreten, beispielsweise in ihrer Rede zur Entwicklung einer Nationalen Sicherheitsstrategie im März 2022: „Eine wertegeleitete Außenpolitik bedeutet, gleichzeitig Werte und Interessen – auch wirtschaftliche Interessen – zu verteidigen. Weil das eine mit dem anderen ganz eng zusammenhängt.“
Im Januar 2021 kritisierte Baerbock die landeseigene Umweltstiftung von Mecklenburg-Vorpommern, die den Weiterbau der Ostseepipeline Nord Stream 2 garantieren und gegen Eingriffe der USA abschirmen soll. In der FAZ äußerte sie:

„Dass mit russischen Geldern eine Stiftung unter dem Deckmantel des Klimaschutzes finanziert wird, die einzig und allein zur Fertigstellung der Pipeline dient, ist einfach ungeheuerlich. Nicht nur klimapolitisch, sondern vor allem geostrategisch.“

In einem Interview mit der Zeit vom 22. Dezember 2021 sagte Baerbock, dass man sich als Europäische Union und stärker noch als Bundesrepublik Deutschland der Realität einer engen wirtschaftlichen Verbundenheit mit China stellen müsse und sich nicht „von diesem riesigen Markt entkoppeln“ wolle. Sie ist trotzdem (entsprechend der Parteiposition der Grünen) chinakritischer als ihre Vorgänger von der SPD und chinakritischer als Bundeskanzler Olaf Scholz (ebenfalls SPD). Im September 2023 bspw. bezeichnete sie Xi Jinping als „Diktator“. Die chinesische Regierung bezeichnete dies als „absurd“ und die Würde Chinas verletzend. Zudem wurde die deutsche Botschafterin Patricia Flor einbestellt. Baerbock hatte sich bei Amtsantritt vorgenommen, die Sprechzettelkultur im Außenministerium zu überwinden, und hat einen Hang zur Zuspitzung. Für Irritationen sorgte ihre Äußerung vor dem Europarat im Januar 2023: We are fighting a war against Russia and not against each other („Wir kämpfen einen Krieg gegen Russland und nicht gegeneinander“).
Die Lieferung von Waffen an die Ukraine unterstützte sie mit der Aussage: „Unsere Waffenlieferungen helfen offensichtlich sehr deutlich, Menschenleben zu retten.“ Als die Ampelregierung entgegen dem Koalitionsvertrag doch Waffenexporte an Saudi-Arabien, das im Jemen Kriegspartei ist, genehmigten, unterstützte Baerbock als Außenministerin diesen Handel mit der Erklärung, dass Saudi-Arabien von den jemenitischen Huthis auf Israel abgeschossene Raketen abgefangen hat und damit zur Sicherheit Israels beigetragen hat.

### Wirtschafts- und Sozialpolitik
Der „Industriestandort Deutschland“ solle nach Baerbocks Ansicht gehalten werden, aber Wachstum müsse „im Sinne einer sozial-ökologischen Marktwirtschaft, innerhalb der planetaren Grenzen“ erfolgen, und Wohlstand solle in einem „umfassenderen“, das Ökologische mit einbeziehenden Sinne definiert werden. Klimaschutzziele sollen mit der Wirtschaftspolitik „verzahnt“ und u. a. Gründungsförderung, Digitalisierung, schnellerer Ausbau der Infrastruktur und Netze befördert werden.
Baerbock fordert eine Frauenquote von mindestens 33 Prozent in Vorständen und 40 Prozent für Aufsichtsräte Das Thema bezeichnete sie als wichtigen Punkt für mögliche Koalitionsverhandlungen.
Eine im Grundgesetz geregelte Schuldenbremse hält Baerbock grundsätzlich für gerechtfertigt. Gegenüber dem Deutschlandfunk sagte sie 2020: „Natürlich brauchen wir eine Verankerung auch grundgesetzlich dafür, dass wir nicht Schulden ins Endlose machen können.“ Sie warf konservativen Parteien und der SPD auf kommunaler Ebene vor, das „Geld zum Fenster herausgeschmissen [zu] haben“, etwa für Bauvorhaben. Allerdings müsse die derzeit existierende Schuldenbremse, wie es im Parteiprogramm der Grünen gefordert wird, „erweitert“ werden; dies sei notwendig, um Investitionen in „Daseinsvorsorge, Krankenhausfinanzierung, Schulfinanzierung, auch die ganzen Infrastrukturprojekte im Klimabereich“ zu ermöglichen. Sie betonte, „Haushalte zu Lasten der Investitionen [zu] konsolidieren schadet den jungen Generationen“. Eine schnelle Rückkehr zur Schuldenbremse, die während der Corona-Pandemie ausgesetzt wurde, lehnte Baerbock im Mai 2021 ab.
 Ein bedingungsloses Grundeinkommen, wie es von Teilen der Partei gefordert wird, lehnt Baerbock ab, befürwortet jedoch eine „Garantiesicherung“, die Hartz IV durch eine sanktionsfreie Mindestsicherung ersetzen soll.
Gegenüber dem Sozialverband VdK Deutschland betonte Baerbock im Juli 2021, dass sie zur Bekämpfung von Altersarmut, wie auch im Parteiprogramm gefordert, den Mindestlohn auf 12 Euro anheben und sowohl Selbstständige als auch Politiker und Beamte in die gesetzliche Rente einbeziehen will. Mit Selbstständigen und Abgeordneten könne bereits in der nächsten Legislaturperiode (2021–2025) begonnen werden, während sie bei Beamten „den Übergang schrittweise organisieren“ will. Zusätzlich fordert sie, dass Arbeitgeber die Sozialversicherungsbeiträge für Beschäftigte, die weniger als 15 Euro die Stunde verdienen, auf das Niveau von 15 Euro Stundenlohn aufstocken sollen.

### Pandemiepolitik
Baerbock forderte während der COVID-19-Pandemie in Deutschland Verbesserungen für Kinder und Familien. So forderte sie zur Bewältigung der Coronakrise einen Anspruch auf Kinderbetreuung für Alleinerziehende, eine Notbetreuung an allen Schulen und Kitas und ein „Corona-Kindergeld“.

## Kontroversen

### Während des Wahlkampfes zur Bundestagswahl 2021
Im Rahmen ihrer Kanzlerkandidatur sah sich Baerbock nach journalistischen Recherchen zu mehreren inhaltlichen Korrekturen ihres Lebenslaufs veranlasst. Diese Unstimmigkeiten führten zu Kritik in zahlreichen Medien und zu Zweifeln an ihrer Eignung als Kanzlerkandidatin.
Im März 2021 meldete Baerbock der Bundestagsverwaltung Nebeneinkünfte von mehr als 25.000 Euro aus ihrer Funktion als Co-Parteivorsitzende nach. Als dies im Mai 2021 bekannt wurde und auch im Zusammenhang mit der Forderung der Grünen, die Nebeneinkünfte von Abgeordneten „auf Euro und Cent“ offenzulegen, kritisch kommentiert wurde, bezeichnete sie den verspäteten Vorgang als „Fehler“ und „blödes Versäumnis“.
Im Juni 2021 veröffentlichte der Plagiate aufdeckende Gutachter Stefan Weber eine Liste mit Textstellen ihres kurz zuvor veröffentlichten Buches Jetzt. Wie wir unser Land erneuern, die er als Plagiate bzw. Urheberrechtsverletzungen bezeichnete. Baerbock wies die Vorwürfe zunächst zurück; sie habe nur Fakten aus öffentlich zugänglichen Quellen übernommen. Im Fortgang der öffentlichen Debatte räumte sie es als Versäumnis und Fehler ein, kein Quellenverzeichnis erstellt zu haben, und kündigte eine entsprechende Überarbeitung an. Baerbocks Buch gab Anlass zu einer Debatte über die Plagiatsvorwürfe, über den Umgang mit Kandidaturen von Frauen und über die diesbezüglichen Reaktionen der Grünen. In der Presse hieß es einerseits, dass die Debatte von wichtigen politischen Wahlkampfthemen ablenke, andererseits aber habe sich Baerbock angreifbar gemacht. Im November 2021 gab Baerbock bekannt, dass es keine Neuauflage des Buchs geben werde, da ihr die Zeit für die nötige Überarbeitung fehle.
Während des Wahlkampfes 2021 wurde Baerbock mehr als alle anderen Spitzenkandidaten in Beiträgen auf YouTube attackiert.

### Während ihrer Amtszeit als Bundesministerin des Auswärtigen
Baerbock kam infolge ihrer Flugreisen insbesondere zur Fußball-EM 2024 mehrfach in Kritik. Kritisiert wurden unter anderem das Nutzen von nächtlichen Kurzstreckenflügen sowie die Kosten.
Insbesondere in Sozialen Medien wie X wurden ihr häufige Versprecher vorgeworfen. So sorgte ihr ursprünglich englischer Satz „Wir kämpfen einen Krieg gegen Russland und nicht gegeneinander“, den sie am 24. Januar 2023 im Europarat tätigte, für internationale Beachtung. Besonders in der russischen Propaganda traf dieser Satz auf ein Echo.
Für die Lieferung von Eurofighter-Kampfjets an Saudi-Arabien wurde sie auch parteiintern von Ricarda Lang kritisiert. Für ihre Enthaltung im Oktober 2023 bei der UN-Resolution zur „sofortigen humanitären Waffenruhe“ im Gazastreifen stieß sie auf Widerspruch aus Union und FDP.
Ein kritisches Medienecho fand ihre Entscheidung, nach der Bundestagswahl 2025, die das Ende ihrer Zeit als Bundesministerin bedeutete, für sich selbst das Amt der Präsidentin der Generalversammlung der Vereinten Nationen zu reklamieren, für das ein Repräsentant der Bundesrepublik Deutschland vorgesehen war. Auch in UN-Diplomatenkreisen wurde Unmut darüber geäußert. Dabei hatte sie selbst noch 2024 die deutsche Top-Diplomatin Helga Schmid für diesen Posten nominiert. Der frühere Präsident der Münchner Sicherheitskonferenz und ehemalige deutsche Botschafter bei der UNO, Christoph Heusgen, kritisierte Baerbock scharf dafür und nannte sie ein „Auslaufmodell“. Er warf Baerbock vor, die UNO wie einen „Selbstbedienungsladen“ zu behandeln. Auch Ex-Außenminister Sigmar Gabriel (SPD) kritisierte das Vorgehen Baerbocks. Er erklärte, Helga Schmid sei eine „großartige Diplomatin“, Baerbock könne „viel von ihr lernen“.

## Mitgliedschaften
Baerbock war 2016 Gründungsmitglied und anschließend Vorsitzende des Vereins Hand in Hand Potsdam e. V., in dem sich Menschen in der Geflüchtetenhilfe engagieren. Von 2020 bis 2021 war sie dort Beisitzerin. Sie ist außerdem Mitglied in der überparteilichen Europa-Union Deutschland, die sich für ein föderales Europa und den europäischen Einigungsprozess einsetzt, und der Atlantik-Brücke. Seit 2020 ist Baerbock Mitglied der Community Young Global Leaders des Weltwirtschaftsforums.

## Persönliches
Baerbock heiratete 2007 ihren Lebensgefährten Daniel Holefleisch (* 1973). Dieser war seit 2004 in der Parteizentrale der Grünen für die Kommunikation zwischen der Wirtschaft und dem Bundesvorstand zuständig. Holefleisch war ab 2017 als Lobbyist bei der Deutschen Post beschäftigt, gab diesen Posten aber im Juli 2021 auf. Seit Mai 2022 ist er Partner bei der Kommunikationsberatung MS&L. Die Organisation Lobbycontrol bezeichnete den Wechsel von Holefleisch als „aus mehreren Gründen problematisch“. MS&L sei mitunter für ausländische Regierungen tätig, „vor einigen Jahren etwa für Saudi-Arabien“. Mit den zwei gemeinsamen Töchtern (* 2011 und * 2015) lebten sie in Potsdam. Im November 2024 machten Holefleisch und Baerbock ihre Trennung publik.
Baerbock ist evangelisch-lutherischer Konfession. Zu ihrem Verhältnis zu Kirche und Glauben äußerte sie sich 2021 so: „Ich bin nicht gläubig, aber trotzdem in der Kirche, weil mir die Idee des Miteinanders extrem wichtig ist.“

## Veröffentlichungen
- Emissionshandel neu denken. In: Michael Angrick, Christoph Kühleis, Jürgen Landgrebe, Jan Weiß (Hrsg.): 12 Jahre Europäischer Emissionshandel in Deutschland. Metropolis-Verlag, Marburg 2018, ISBN 978-3-7316-1287-2, S. 191–202
- Jetzt. Wie wir unser Land erneuern. In Zusammenarbeit mit Michael Ebmeyer. Ullstein Buchverlage, Berlin 2021, ISBN 978-3-550-20190-5.
- „Was fest gefügt und unveränderlich scheint, das kann sich ändern.“ Im Dienst für eine freie Welt. In: Annette Schavan (Hrsg.): Die hohe Kunst der Politik. Die Ära Angela Merkel. Herder, Freiburg im Breisgau, Basel, Wien 2021, ISBN 978-3-451-39086-9, S. 152–162.

## Auszeichnungen

### Deutschland
- 2023: Orden wider den tierischen Ernst (Für ihre Standhaftigkeit, ihren Humor auf dem diplomatischen Parkett und ihren Kampf für Hoffnung und Frieden.)[171][172][173]

### International
- 2022: Großkreuz des Ordens Isabellas der Katholischen
- 2024: Orden des Fürsten Jaroslaw des Weisen 3. Klasse (Für ihren bedeutenden persönlichen Beitrag zur Stärkung der zwischenstaatlichen Zusammenarbeit und zur Unterstützung der staatlichen Souveränität und territorialen Integrität der Ukraine)[174]

## Dokumentation
- Falko Korth, Reinhold Beckmann: Baerbock und Habeck – Kurs aufs Kanzleramt?, Dokumentation, Ausstrahlung im NDR Fernsehen, 23. November 2020
- Falko Korth: Mensch Baerbock! Die undiplomatische Diplomatin, Dokumentation, ZDFzeit, 14. November 2023